# Tumen-Eisenbahnbrücke
Die Tumen-Eisenbahnbrücke überquert den Tumen, der hier die Grenze zwischen der Volksrepublik China und Nordkorea zwischen Chinas Provinz Jilin und der Provinz Hamgyŏng-pukto in Nordkorea bildet, und verbindet die chinesische Stadt Tumen mit dem nordkoreanischen Ort Namyang.
Die eingleisige Brücke wurde 1932 von der japanischen Besatzungsmacht errichtet. Die Fachwerkträgerbrücke ist 432 m lang und  hat 21 Öffnungen. Ihr Eingang auf der chinesischen Seite wurde vor einigen Jahren durch ein großes Portal ergänzt.
600 m weit flussabwärts steht die Tumen-Namyang-Straßenbrücke.

Tumen und die Eisenbahnbrücke
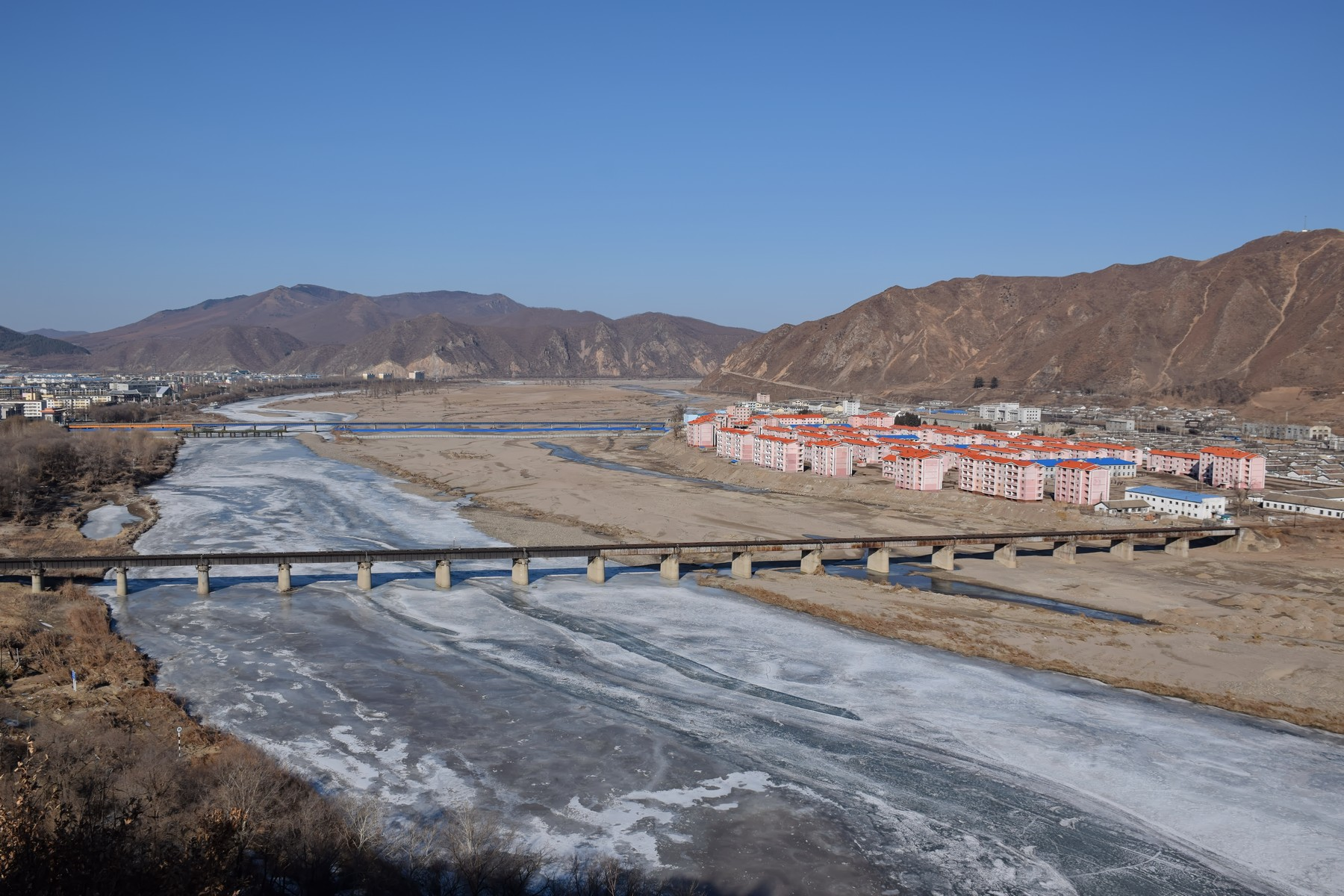
Blick auf Namyang mit der Eisenbahnbrücke (vorne) und der Straßenbrücke